# Петрова, Ольга Григорьевна
Петрова Ольга Григорьевна (21 ноября 1921 — 4 февраля 1974) — передовик советского машиностроения, электросварщица станкостроительного завода имени Дзержинского Хмельницкого совнархоза, Городокский район, Герой Социалистического Труда (1960).

## Биография
Родилась в 1921 году в посёлке Любар Любарской волости Новоград-Волынского уезда, Волынской губернии. Работать начала после завершения обучения в школе на заводе по изготовлению кирпича и черепицы в посёлке Любар. 
В 1953 году переехала в посёлок Городок Хмельницкой области. Стала трудиться электросварщицей на станкостроительном заводе имени Ф.Э.Дзержинского. Предприятие производило деревообрабатывающие и рейсмусовые станки.  
«В ознаменовании 50-летия Международного женского дня, за выдающиеся достижения в труде и особо плодотворную общественную деятельность», указом Президиума Верховного Совета СССР от 7 марта 1960 года Ольге Григорьевне Петровой было присвоено звание Героя Социалистического Труда с вручением ордена Ленина и медали «Серп и Молот.
Продолжала и дальше трудиться на этом заводе.  
Проживала в посёлке Городок. Умерла 4 февраля 1974 года. Похоронена на городском кладбище.  

## Награды
За трудовые успехи была удостоена:
- золотая звезда «Серп и Молот» (07.03.1960)
- орден Ленина (07.03.1960)
- другие медали.